# Červeník
Červeník es un municipio del distrito de Hlohovec en la región de Trnava, Eslovaquia, con una población estimada a final del año 2024 de 1691 habitantes.
Se encuentra ubicado en el centro-este de la región, cerca del río Váh (cuenca hidrográfica del Danubio) y de la región de Nitra.

## Demografía
| Año        | 1994 | 2004    | 2014     | 2024    |
| ---------- | ---- | ------- | -------- | ------- |
| Población  | 1420 | 1495    | 1669     | 1691    |
| Diferencia |      | +5,28 % | +11,63 % | +1,31 % |

| Año        | 2023 | 2024    |
| ---------- | ---- | ------- |
| Población  | 1686 | 1691    |
| Diferencia |      | +0,29 % |